# Dießbach (Saalach)
Der Dießbach ist ein rund 9 Kilometer langer Bach in der Gemeinde Weißbach bei Lofer im Land Salzburg. Er entspringt an der Ostseite der Kemantenschneid zwischen Großem Palfelhorn und Seehorn in den Berchtesgadener Alpen.

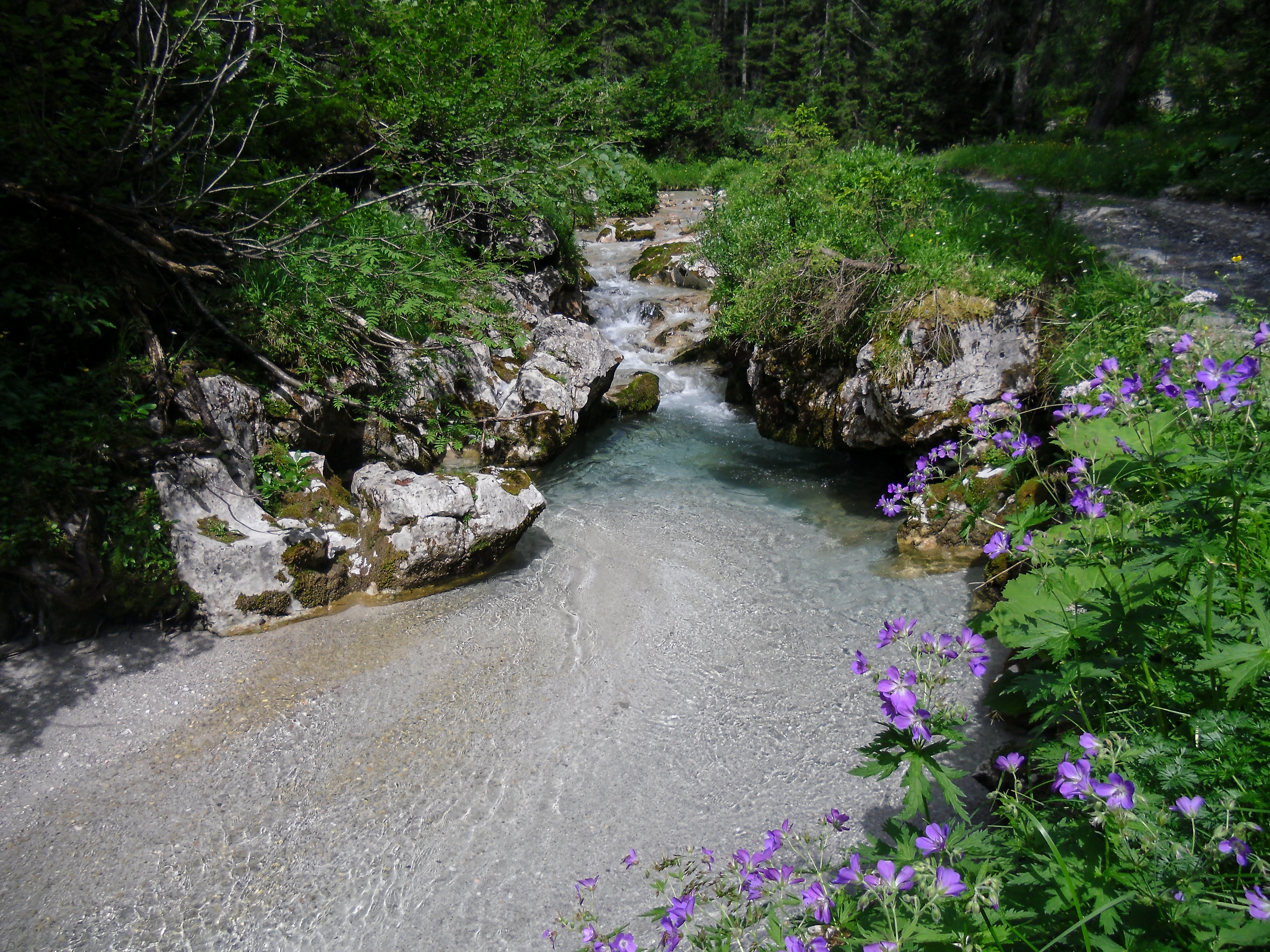
Dießbach oberhalb des Stausees

Der Dießbach umfließt das Seehorn auf der Ostseite über die Hochwies und wendet sich dann ab der Mitterkaseralm nach Westen.
Im Bereich der Dießbachalm, südlich des Seehornsees, wurde der Dießbach ab 1961 zum Dießbach-Stausee aufgestaut. Die bereits 1386 urkundlich erwähnte Alm wurde dabei mitsamt ihrem Kaser komplett überflutet.
Die Druckrohrleitung des Speicherkraftwerks Dießbach – eine der steilsten Europas – verläuft in südlicher Richtung unter dem Rauchkopf hindurch und über die Stoßwand hinab zur Saalach. Der Dießbach fließt hinter dem Staudamm ein Stück nach Westen in Richtung Kallbrunnalm und dann nach Süden zur Saalach, wo er in der Ortslage Diesbach nach Unterquerung der Pinzgauer Straße rechtsseitig einmündet.
Der Name leitet sich von ahd. diozan, mhd. diezen ‘laut tönen, schallen, rauschen’ ab.